# Tanzania i olympiska sommarspelen 1996
Tanzania deltog i de olympiska sommarspelen 1996 med en trupp bestående av sju deltagare, men ingen av landets deltagare erövrade någon medalj.

## Boxning
Lätt weltervikt
- Rashi Ali Hadj Matumla
  - Första omgången — Förlorade mot Phillip Boudreault (Kanada), 12-16

Weltervikt
- Hassan Mzonge
  - Första omgången — Förlorade mot Vitalijus Karpaciauskas (Litauen), 1-9

## Friidrott
Herrarnas maraton
- Ikaji Salum — 2:25.29 (→ 69:e plats)
- Simon Qamunga — 2:33.11 (→ 92:e plats)
- Julius Sumaye — fullföljde inte (→ ingen placering)